# Bränslepellets

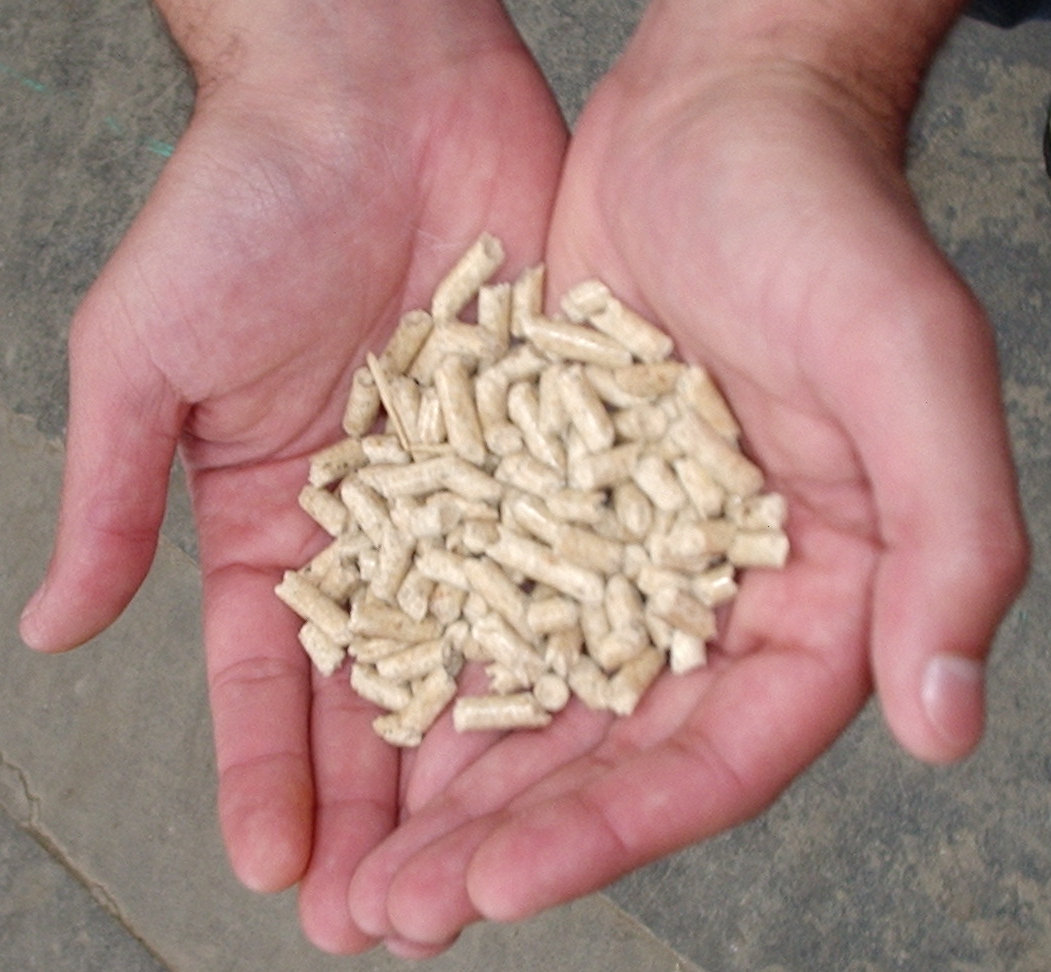
Bränslepellets av trä

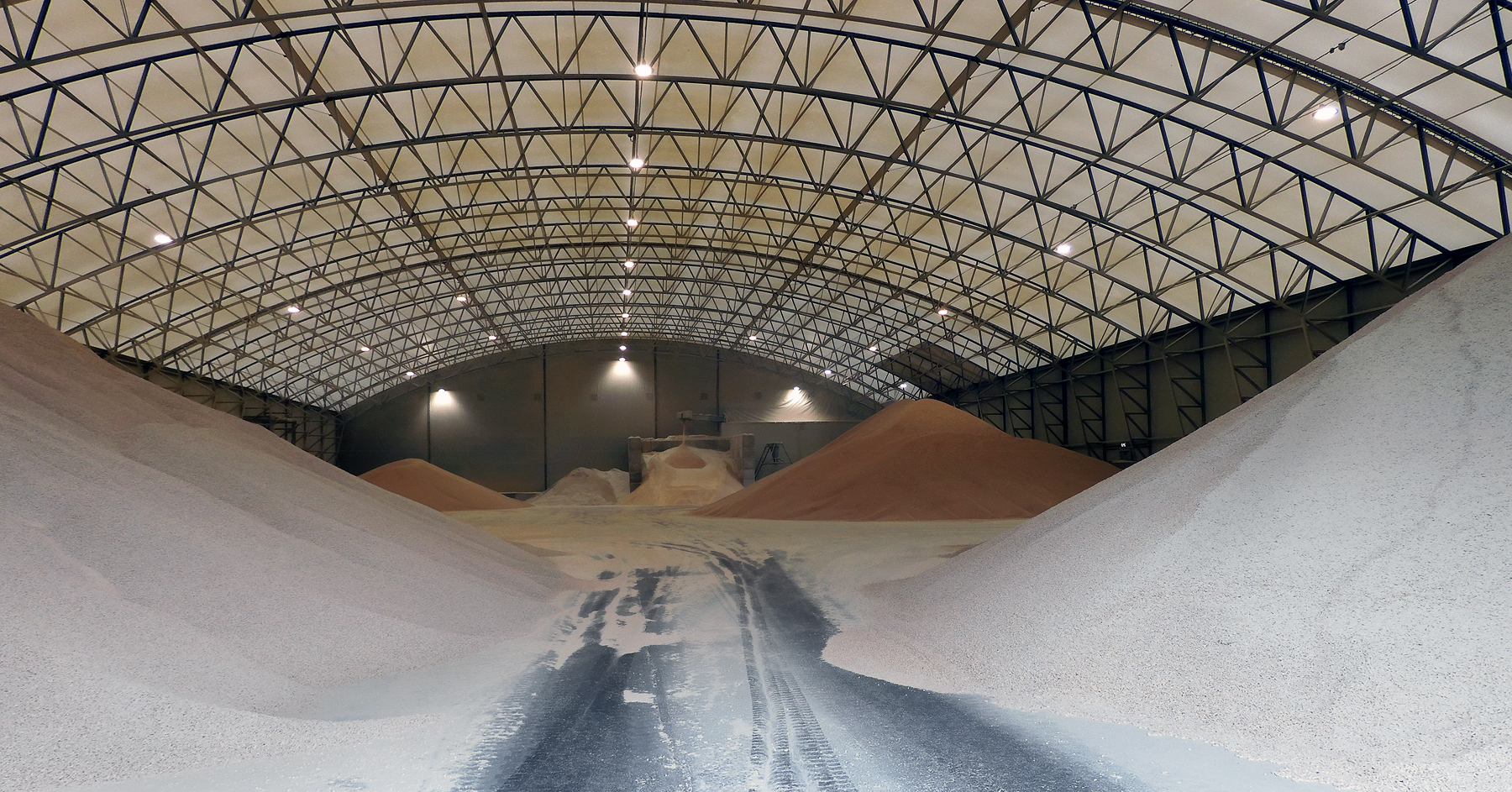
Träpellets i en lagerhall i Ystad 2021.

Bränslepellets är ett biobränsle i pelleterad form som tillverkas ur olika biprodukter från skogs- och träförädlingsindustrin. Tillverkning av pellets sker genom att såg- eller kutterspån först torkas varefter det mals i en kvarn (oftast hammarkvarn) för att få ett finare material. Det malda materialet pressas sedan under extremt högt tryck (25 ton per kvadratcentimeter är inte ovanligt) och vid höga temperaturer och formas till pellets. Den färdiga produkten kyls sedan ner för att lagras hos tillverkaren innan den slutligen levereras till kund.
Enligt en vanlig uppfattning är det ligninet i träet som gör att spånen håller ihop efter sammanpressningen. Vätebindningar spelar förmodligen också viss roll. Därför behöver man normalt inte tillsätta något främmande ämne i processen. Ibland tillsätts dock stärkelse för att förbättra hållfastheten och minska dammbildning.
Pelletsarna har en låg fukthalt (normalt cirka 8 %) och ett högt energiinnehåll jämfört med oförädlade biobränslen. Detta gör dem mer lönsamma att transportera än fuktig ved (med cirka 50 % fukthalt) och enklare att använda som bränsle i till exempel en pelletsbrännare eller i en kamin.
Själva förbränningen av träpellets tillför ingen extra koldioxid till atmosfären. Den koldioxid som släpps ut vid förbränning är densamma som togs upp av trädet under dess tillväxt och ingår därför i kolets naturliga kretslopp. Å andra sidan är för träd det mest naturliga att multna och låta kolet gå vidare till nästa generation växter (via mellansteget marken). För att få en verklig bild av hur mycket koldioxid och andra klimatstörande gaser som släpps ut på grund av användning av bränslepellets måste en livscykelanalys göras eftersom transport och tillverkning av pelletsarna kan orsaka utsläpp från fossila bränslen.

## Basfakta
| Parameter                            | Värde                                       |       |
| ------------------------------------ | ------------------------------------------- | ----- |
| Densitet (av sammanpressat material) | 600–700 kg/m³                               | [ 1 ] |
| Effektivt värmevärde                 | ca 17 MJ/kg eller 4,7 kWh/kg                | [ 1 ] |
| Fukthalt                             | 8%                                          | [ 1 ] |
| Storlek                              | cylinder diameter 6–12 mm, längd cirka 2 cm | [ 1 ] |
| Pris (pellets i säck på pall)        | ca 3 000SEK/ton inkl. moms (2022)           |       |

(en bränslepellets innehåller cirka 11 kJ)

## Giftfara
För träpellets som förvaras öppet så föreligger förgiftningsrisk för människor då träpellets innehåller olja som utvecklar farliga gaser, bland annat kolmonoxid. Vid inandning tränger gasen in i de röda blodcellerna och slår ut syret. Vid tillräckligt höga halter inträder medvetslöshet. Detta gäller i synnerhet förvaringsutrymmen utan bra ventilation. Sedan 1998 har nästan 100 dödsfall i lagringsutrymmen i båtar rapporterats.

## Europa
| Sverige            | 1 400 000 |
| Italien            | 550 000   |
| Tyskland           | 450 000   |
| Österrike          | 400 000   |
| Danmark*           | 400 000   |
| Finland*           | 420       |
| * Hushållbruk 2005 |           |

| Pellets i Sverige (GWh) | Pellets i Sverige (GWh) | Pellets i Sverige (GWh) | Pellets i Sverige (GWh) | Pellets i Sverige (GWh) | Pellets i Sverige (GWh) | Pellets i Sverige (GWh) | Pellets i Sverige (GWh) | Pellets i Sverige (GWh) | Pellets i Sverige (GWh) |
|                         | 1997                    | 1998                    | 1999                    | 2000                    | 2001                    | 2002                    | 2003                    | 2004                    | 2005                    |
| ----------------------- | ----------------------- | ----------------------- | ----------------------- | ----------------------- | ----------------------- | ----------------------- | ----------------------- | ----------------------- | ----------------------- |
| Villor                  | 187                     | 278                     | 389                     | 384                     | 720                     | 1 128                   | 1 426                   | 2 126                   | 2 832                   |
| Andra                   | 2 183                   | 2 296                   | 2 638                   | 2 909                   | 3 630                   | 3 203                   | 3 992                   | 3 900                   | 4 238                   |
| Import                  | 269                     | 334                     | 434                     | 659                     | 596                     | 652                     | 1 247                   | 1 394                   | 893                     |
| Totalt                  | 2 370                   | 2 574                   | 3 027                   | 3 293                   | 4 350                   | 4 331                   | 5 418                   | 6 026                   | 7 070                   |

Sverige är ledande i utnyttjandet av bränslepellets i Europa. I de flesta andra länder används det mest för uppvärmning av villor. I Sverige är användningen för fjärrvärme och liknande större.